# Fritz Bockius (Politiker)

Fritz Bockius im Reichstags-Handbuch 1932

Friedrich „Fritz“ August Bockius (* 11. Mai 1882 in Bubenheim (Rheinhessen); † 5. März 1945 im KZ Mauthausen) war ein deutscher Jurist und Politiker (Zentrum).

## Leben
Fritz Bockius besuchte die Volksschule in Bubenheim, dann Progymnasium in Dieburg und das Gymnasium in Bensheim. Anschließend studierte er sieben Semester Theologie im Priesterseminar Mainz. Später wechselte er sein Studienfach und studierte Rechtswissenschaften an der Universität Gießen. Dort trat er 1905 der katholischen Studentenverbindung V.K.D.St. Hasso-Rhenania im CV bei und promovierte 1909 zum Dr. iur. Nach der Referendarszeit, die er ebenfalls in Gießen verbrachte, ließ Bockius sich 1912 als Rechtsanwalt in Mainz nieder.
Nach dem Ersten Weltkrieg begann Bockius sich verstärkt in der katholischen Zentrumspartei zu engagieren. Seit 1919 gehörte er dem Kreistag und dem Kreisausschuss von Mainz an. 1920 wurde er zum Vorsitzenden des Landesverbandes der Zentrumspartei Hessen gewählt.
Im Mai 1924 wurde Bockius als Kandidat seiner Partei für den Wahlkreis 33 (Hessen-Darmstadt) als Abgeordneter in den Reichstag in Berlin gewählt. Bei den sechs folgenden Reichstagswahlen wurde sein Mandat stets bestätigt, so dass er dem deutschen Parlament insgesamt knapp neun Jahre lang bis zum November 1933 angehörte. Im Frühjahr 1932 versuchte Bockius im Auftrag von Heinrich Brüning, dem damaligen Reichskanzler und de facto Anführer des Zentrums, in Hessen eine Koalition aus Zentrum und Nationalsozialisten zu bilden. Das Projekt scheiterte schließlich.
Obwohl Bockius ein Gegner des Ermächtigungsgesetzes war, das der Regierung Hitler die Befugnis erteilte Gesetze künftig unabhängig vom Reichstag zu beschließen, stimmte er diesem im März 1933 zu, da er nicht mit dem Prinzip des Fraktionszwanges, d. h. dem einheitlichen Abstimmungsverhalten aller Angehörigen einer Parlamentsfraktion, brechen wollte. Im selben Jahr wurde er erstmals verhaftet und zeitweise im KZ Osthofen gefangen gehalten. Da die neuen Machthaber Bockius zur Unperson erklärten, konnte er seinen Beruf als Anwalt bald – obwohl er keinem Berufsverbot unterlag – nicht mehr ausüben. Es fanden sich keine Klienten mehr, die es wagten, seine Dienste in Anspruch zu nehmen.
Nach dem Attentat vom 20. Juli 1944 wurde Bockius im Zuge der Aktion „Gitter“ im August 1944 von der Gestapo verhaftet. Nachdem man ihn zunächst im Darmstädter Gefängnis festgehalten hatte, wurde er im Dezember 1944 in das KZ Sachsenhausen und im Februar 1945 in das KZ Mauthausen verlegt. Aufgrund der unzureichenden und schlechten Verpflegung in Mauthausen erkrankte Bockius an Ruhr. Nach späteren Angaben eines Mithäftlings war Bockius zunächst in ein gut eingerichtetes Lazarett in Mauthausen, das Besuchern als Muster für die Lagereinrichtung vorgeführt wurde, verlegt und dort von einem Häftlingspfleger mit Morphium behandelt worden. Wegen der ansteckenden Krankheit ließ ihn der leitende Lagerarzt in ein überfülltes Zelt außerhalb des Lagers verlegen, wo Bockius sich zusätzlich eine Lungenentzündung zuzog und im März 1945 starb.

## Ehrungen

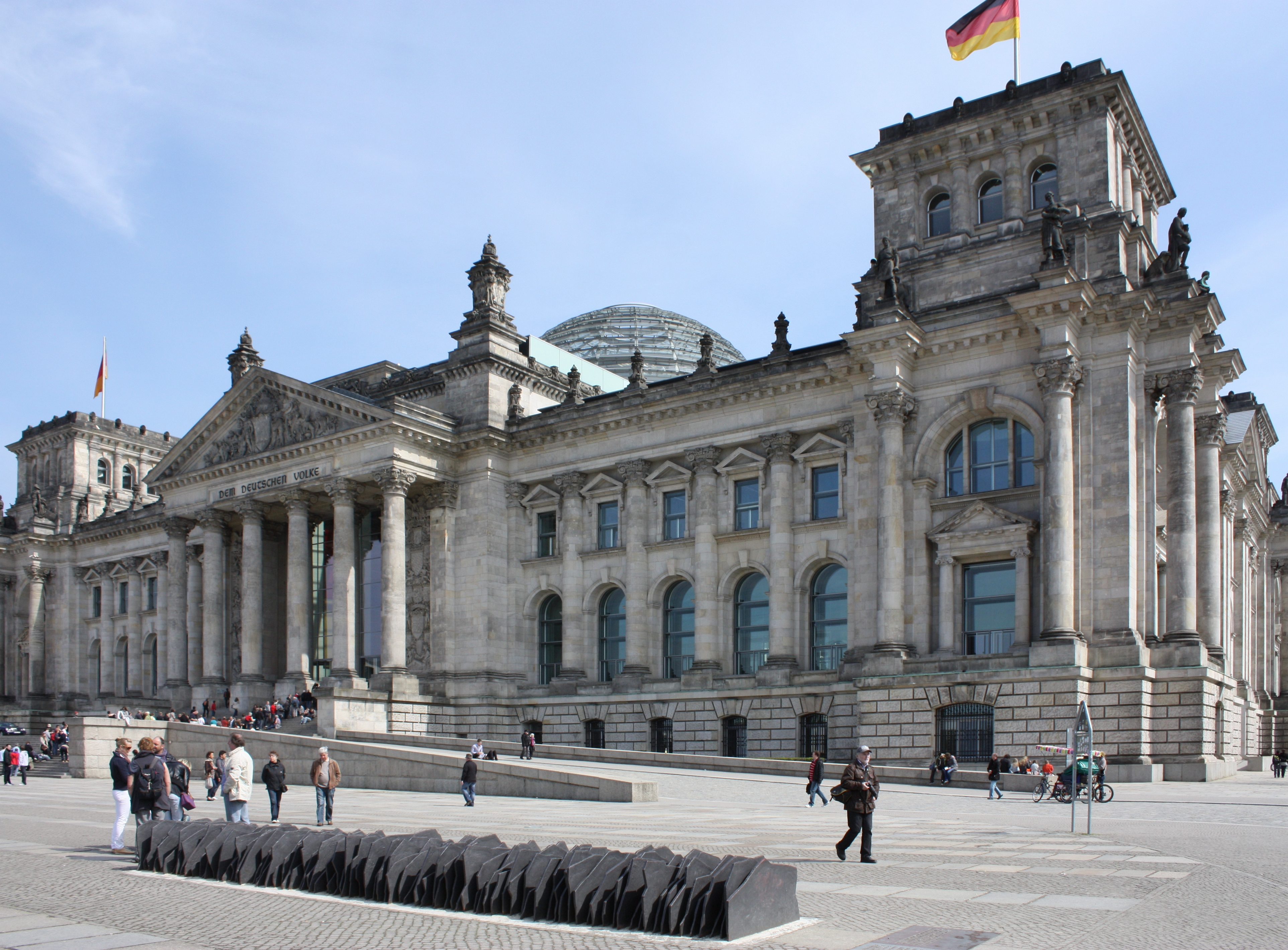
Gedenktafeln am Reichstag

- Die katholische Kirche hat Dr. Friedrich August Bockius in das deutsche Martyrologium des 20. Jahrhunderts aufgenommen.
- In seiner Heimatstadt Mainz, in Bockenheim und in Bensheim ist eine Straße nach Bockius benannt.
- Seit 1992 erinnert in Berlin in der Nähe des Reichstags eine der 96 Gedenktafeln für von den Nationalsozialisten ermordete Reichstagsabgeordnete an Bockius.

## Schriften
- Dissertation an der Großherzoglich-Hessischen Ludwigs-Universität zu Gießen: Die Strafrechtliche Bedeutung der Internationalen Verträge über das Urheberrecht an Werken der Literatur und Kunst, Berlin 1910, veröffentlicht im Carl Heymanns Verlag,
- Aufwertungspolitik, 1924.
- Gottfried Braun, Art.: Dr. Friedrich Bockius, in: Helmut Moll (Hrsg. im Auftrag der Deutschen Bischofskonferenz), Zeugen für Christus. Das deutsche Martyrologium des 20. Jahrhunderts, Paderborn u. a. 1999, 8. erweiterte und aktualisierte Auflage 2024, Band I, S. 445–448.